# 11 octobre
Pour les articles homonymes, voir Onze-Octobre.
11 septembre 11 novembre
Chronologies thématiques
- Croisades
- Ferroviaires
- Sports
- Disney
- Anarchisme
- Catholicisme

Abréviations / Voir aussi
- (° 1852) = né en 1852
- († 1885) = mort en 1885
- a.s. = calendrier julien
- n.s. = calendrier grégorien
- Calendrier
- Calendrier perpétuel
- Liste de calendriers
- Naissances du jour

Le 11 octobre est le 284e jour de l'année du calendrier grégorien, 285e lorsqu'elle est bissextile (il en reste ensuite 81).
C'était généralement l'équivalent du 20 vendémiaire du calendrier républicain ou révolutionnaire français, officiellement dénommé jour du pressoir.

## Événements

### XVesiècle
- 1443 : création du parlement de Toulouse par le roi de France Charles VII.

### XVIesiècle
- 1573 : bataille de Zuiderzee.

### XVIIesiècle
- 1648 : Georges II Rákóczy devient prince de Transylvanie.

### XVIIIesiècle
- 1746 : bataille de Rocourt (guerre de Succession d'Autriche), victoire des Français sur les Coalisés.
- 1797 : bataille de Camperdown (guerre de la Coalition), victoire navale britannique sur la flotte hollandaise.

### XIXesiècle
- 1805 : les Français, commandés par Pierre Dupont de l'Étang, battent les Autrichiens, commandés par Karl Mack, à la bataille de Haslach-Jungingen.
- 1899 : début de la seconde guerre des Boers, en Afrique du Sud.

### XXesiècle
- 1942 : victoire alliée à la bataille du cap Espérance (second conflit mondial).
- 1949 : résolution no 77, du Conseil de sécurité des Nations unies, relative aux armements, leurs réglementation et réduction.
- 1997 : victoire de Paul Biya, à l’élection présidentielle du Cameroun.

### XXIesiècle
- 2002 : attentat-suicide de Myyrmanni.
- 2015 : Alexandre Loukachenko est réélu président de la république de Biélorussie.
- 2017 : le robot Sophia est introduit dans l'Organisation des Nations unies.
- 2018 : le patriarche de Constantinople révoque le décret qui avait placé l'Église orthodoxe d'Ukraine sous la tutelle directe du patriarche de Moscou, en 1686.
- 2020 :
  - en Chypre du Nord, État reconnu uniquement par la Turquie, le premier tour de l'élection présidentielle a lieu afin d'élire le président de l'État. Le président sortant Mustafa Akıncı arrive en seconde position derrière le Premier ministre Ersin Tatar, tous deux se retrouvant en ballotage[1].
  - en Lituanie, le premier tour des élections législatives a lieu afin d'élire pour quatre ans, les 141 députés de la 8e législature du Seimas. Le second tour se déroulera le 25 octobre 2020. Les résultats dans les circonscriptions au scrutin majoritaire sont très similaires à ceux des précédentes élections, avec à peine 3 sièges sur 71 remportés dès le premier tour, et une position de favori de la TS-LKD dans la majorité des circonscriptions en ballotage[2].
  - au Tadjikistan, l'élection présidentielle a lieu afin d'élire le président du pays. Le président sortant Emomalii Rahmon, au pouvoir depuis 1992, remporte sans surprise le scrutin avec plus de 90 % des suffrages[3].
- 2021 : 
  - en Autriche, Alexander Schallenberg devient chancelier fédéral, deux jours après la démission de Sebastian Kurz[4].
  - en Tunisie, Najla Bouden, devient chef du gouvernement, elle est pionnière dans le Monde arabe[5].

## Arts, culture et religion
- 1231 : le pape Grégoire IX charge Conrad de Marbourg de mettre en place, dans tout l’Empire germanique, des instances du Tribunal de l’Inquisition.
- 1614 : à Paris, inauguration du pont Marie par le jeune roi de France Louis XIII, entre l'île Saint-Louis et la rive droite de la Seine, 2è plus vieux pont de Paris encore existant en ce début de XXIe siècle, le dernier d'abord construit avec des maisons et boutiques dessus.
- 1898 : Jean Jaurès publie Les preuves.
- 1924 : ouverture du Bureau de recherches surréalistes : « Ce bureau s'emploie à recueillir, par tous les moyens appropriés, les communications relatives aux diverses formes qu'est susceptible de prendre l'activité inconsciente de l'esprit. »[6]
- 1962 : ouverture du Concile Vatican II.
- 1998 : canonisation d'Edith Stein par Jean-Paul II.
- 2016 : la station de radio RTL a 50 ans[7], et s'apprête à quitter, pour Neuilly-sur-Seine, son siège historique parisien de la rue Bayard, 8e arrondissement.

## Sciences et techniques
- 1802 : création officielle du parachute.
- 2018 : la mission Soyouz MS-10 connaît le premier accident d’une fusée Soyouz en 35 ans.

## Économie et société
- 1440 : création du collège anglais d'Eton.
- 1634 : inondation du Schleswig-Holstein, en mer du Nord, causée par l'onde de tempête Burchardi (ou mandränke).
- 1992 : sortie de la "Renault Twingo" au salon mondial de l'automobile[8].
- 2005 : en Espagne la tempête tropicale Vince touche terre près de Huelva, devenant ainsi le premier cyclone tropical à frapper la péninsule Ibérique.
- 2019 : le prix Nobel de la paix est décerné à l'Éthiopien Abiy Ahmed, Premier ministre du pays, pour avoir réconcilié celui-ci avec l'Érythrée après vingt ans de conflit[9].
- 2021 : le prix « Nobel » d'économie est attribué au Canadien David Card, à l'Israélien-Américain Joshua Angrist et le Néerlandais-Américain Guido Imbens[10].
- 2023 : En Afghanistan, un second séisme se produit 4 jours plus tard d'une magnitude 6,3 avec un bilan incertain[11].
- 2024 : Nihon Hidankyo, une organisation de survivants des bombardements atomiques d'Hiroshima et de Nagasaki, remporte le prix Nobel de la paix[12].

## Naissances

### XVIesiècle
- 1591 : Guillaume Couillard, colon français, premier Canadien anobli par Louis XIV († 4 mars 1663).

### XVIIesiècle
- 1661 : Melchior de Polignac, prélat, diplomate et poète français néolatin († 20 novembre 1741).
- 1675 : Samuel Clarke, philosophe et théologien britannique († 17 mai 1729).

### XVIIIesiècle
- 1739 : Grigori Potemkine (Григорий Александрович Потёмкин), militaire et homme politique russe († 16 octobre 1791).
- 1741 : James Barry, peintre britannique († 22 février 1806).
- 1752 : Nicolas Coquiart, médecin et homme politique belge († 23 septembre 1823).
- 1758 : Heinrich Olbers, astronome allemand († 2 mars 1840).

### XIXesiècle
- 1804 : Napoléon Louis Bonaparte, prince français et altesse impériale (1804), prince royal de Hollande († 17 mars 1831).
- 1815 : Pierre-Napoléon Bonaparte, homme politique français, septième des dix enfants de Lucien Bonaparte et d'Alexandrine de Bleschamp († 8 avril 1881).
- 1825 : Conrad Ferdinand Meyer, écrivain suisse († 28 novembre 1898).
- 1844 : Henry John Heinz, entrepreneur américain († 4 mai 1919).
- 1863 : Lucien Lesna, cycliste sur route et sur piste puis aviateur français († 11 juillet 1932).
- 1876 : Paul Masson, cycliste sur piste français († 30 novembre 1945).
- 1881 : Hans Kelsen, juriste autrichien († 19 avril 1973).
- 1882 : John Francis D'Alton, prélat irlandais († 1er février 1963).
- 1884 :
  - Friedrich Karl Rudolf Bergius, chimiste allemand, prix Nobel de chimie en 1931 († 30 mars 1949).
  - Eleanor Roosevelt, diplomate et militante américaine, Première dame des États-Unis de 1933 à 1945 († 7 novembre 1962).
- 1885 : François Mauriac, écrivain français († 1er septembre 1970).
- 1887 : Pierre Jean Jouve, écrivain français († 8 janvier 1976).
- 1894 : Yui Chunoshin (由比忠乃進), espérantiste et conseil en propriété industrielle japonais († 11 novembre 1967).
- 1896 : Roman Jakobson, penseur russo-américain, linguistes les plus influents du XXe siècle en posant les premières pierres du développement de l'analyse structurelle du langage, de la poésie et de l'art († 18 juillet 1982).

### XXesiècle
- 1903 : Kazimierz Kordylewski, astronome polonais († 11 mars 1981).
- 1905 : 
  - Viktor Kravchenko, diplomate, écrivain, militaire, homme politique, ingénieur et transfuge soviétique († 25 février 1966) ;
  - Jean-Marie Villot, prélat français († 9 mars 1979).
- 1907 : Salah Ben Youssef, homme politique tunisien († 12 août 1961).
- 1908 : Cartola (Angenor de Oliveira dit), compositeur brésilien († 30 novembre 1980).
- 1911 : Juan Carlos Zabala, marathonien argentin, champion olympique en 1932 († 24 janvier 1983).
- 1912 : Marie-Thérèse Auffray, peintre et résistante française († 27 septembre 1990).
- 1917 : John Acea, musicien américain († 25 juillet 1963).
- 1918 : Jerome Robbins, danseur et chorégraphe américain († 29 juillet 1998).
- 1919 :
  - Arthur « Art » Blakey, musicien américain († 16 octobre 1990) ;
  - Kader Firoud, footballeur puis entraîneur franco-algérien († 3 avril 2005).
- 1920 : James Hickey, prélat américain († 24 octobre 2004).
- 1921 : 
  - Charles Gonard, résistant français, compagnon de la Libération († 12 juin 2016) ;
  - Nilima Ibrahim, écrivain bangladaise († 18 juin 2002).
- 1922 : Georges Aminel (Jacques Georges Maline dit), comédien et doubleur vocal français († 29 avril 2007).
- 1923 : Yoland Guérard, chanteur et animateur canadien († 2 novembre 1987).
- 1924 : Malvin Whitfield, athlète américain († 19 septembre 2015).
- 1925 : Elmore Leonard, romancier et scénariste américain († 20 août 2013).
- 1926 :
  - Yvon Dupuis, homme politique canadien († 1er janvier 2017) ;
  - Thích Nhất Hạnh, moine bouddhiste vietnamien et militant pour la paix († 22 janvier 2022).
- 1927 : Joséphine-Charlotte de Belgique, grande-duchesse de Luxembourg, épouse du grand-duc Jean de Luxembourg († 10 janvier 2005).
- 1928 : 
  - Joseph Duval, prélat français († 23 mai 2009).
  - Geoffrey Tordoff, pair, homme d'affaires et homme politique britannique († 22 juin 2019).
- 1929 : Liselotte Pulver, actrice suisse.
- 1930 : Daniel Kelly, chanteur et danseur folk américain, chef, cofondateur et patriarche de la troupe musicale The Kelly Family († 5 août 2002).
- 1932 : Dottie West (Dorothy Marie Marsh dite), chanteuse américaine († 4 septembre 1991).
- 1936 :
  - Joël Denis (Denis Laplante dit), chanteur et animateur canadien ;
  - Charles Gordon Fullerton, astronaute américain († 21 août 2013).
  - Billy Higgins, musicien américain († 3 mai 2001).
- 1937 : Robert « Bobby » Charlton, footballeur puis entraîneur anglais.
- 1938 : Darrall Imhoff, basketteur américain († 30 juin 2017).
- 1939 :
  - Maria Bueno, joueuse de tennis brésilienne († 8 juin 2018).
  - Bernd Cullmann, athlète allemand.
  - Zenon Grocholewski, prélat polonais.
- 1940 :
  - Christoph Blocher, industriel et homme politique suisse ;
  - Jacques Kossowski, homme politique français ;
  - Jean-Claude Schindelholz, footballeur suisse.
- 1941 :
  - Lester Bowie, musicien américain († 8 novembre 1999) ;
  - Charles Shyer, cinéaste américain.
- 1942 :
  - Amitabh Bachchan (अमिताभ बच्चन), acteur indien ;
  - Rei Kawakubo (川久保 玲), styliste japonaise.
- 1943 : 
  - Ted Robert (Robert Gurtner dit), auteur-compositeur suisse ;
  - John Nettles, acteur britannique.
- 1945 : Michel Watteau, footballeur français († 29 septembre 2003).
- 1946 : 
  - Daryl Hall (Daryl Franklin Hohl dit), chanteur américain du duo Hall & Oates ;
  - Sawao Katō, gymnaste japonais, huit fois champion olympique.
- 1947 : Loukás Papadímos (Λουκάς Παπαδήμος), économiste et homme politique grec, Premier ministre de 2011 à 2012.
- 1948 : Peter Kodwo Appiah Turkson, prélat ghanéen.
- 1950 : 
  - Josep Maria Bardagí, musicien espagnol († 24 février 2001) ;
  - Michel Mella, artiste français.
- 1951 : Jean-Jacques Goldman, chanteur français.
- 1953 : David Morse, acteur américain.
- 1955 : Sidney (Patrick Duteil dit), animateur français, précurseur du rap et du hip hop grand public à la télévision.
- 1958 : Joaquim Veà Baró, primatologue catalan († 23 février 2016).
- 1959 :
  - Wayne Gardner, pilote de vitesse moto puis pilote de courses automobile australien ;
  - Paul Haghedooren, cycliste sur route belge († 9 novembre 1997).
- 1960 : Odile Schmitt, comédienne française (± 24 mars 2020).
- 1961 : 
  - Bertrand Delcour, écrivain français ;
  - Steve Young, américain, joueur de football américain.
- 1962 : 
  - Joan Cusack, actrice et scénariste américaine.
  - Anne Enright, écrivaine irlandaise.
  - Robert Felisiak, épéiste allemand d'origine polonaise, champion olympique.
- 1964 : 
  - Uwe Ampler, coureur cycliste allemand, champion olympique.
  - Bernard David, footballeur puis entraîneur français.
- 1965 : 
  - Sean Patrick Flanery, acteur américain ;
  - Chantal Fontaine, actrice canadienne ;
  - Julianne McNamara, gymnaste américaine, championne olympique.
- 1966 :
  - Solofa Fatu, catcheur américano-samoan ;
  - Luke Perry (Coy Luther Perry III dit), acteur américain († 4 mars 2019).
- 1969 :
  - Jury Chechi, gymnaste italien, champion olympique.
  - William Sigei, athlète de fond kényan ;
  - Marie-Hélène Thibault, actrice québécoise.
- 1970 : Erick Cortés, matador vénézuélien.
- 1972 : Claudia Black, actrice australienne.
- 1973 :
  - Linda Hardy, Miss France 1992, mannequin, actrice, chanteuse et animatrice française.
  - Takeshi Kaneshiro (金城武), acteur japonais ;
  - Steven Pressley, footballeur écossais.
  - Mark Turnbull, skipper australien, champion olympique.
- 1974 : Jason Arnott, hockeyeur canadien.
- 1975 : Renate Lingor, footballeuse allemande.
- 1976 :
  - Emily Deschanel, actrice américaine ;
  - Roberto José « Bobby Joe » Hatton Negrón, basketteur portoricain.
- 1977 :
  - Matt Bomer, acteur américain ;
  - Marcus Goree, basketteur américain ;
  - Jérémie Janot, footballeur français ;
  - Desmond Mason, basketteur américain ;
  - Olivier Peru, écrivain français.
- 1978 : Reinfried Herbst, skieur alpin autrichien.
- 1979 : Larusso (Laetitia Serero dite), chanteuse française.
- 1980 :
  - Katarina Manić (Катарина Манић), basketteuse serbe ;
  - Julie McNiven, actrice américaine.
- 1981 : 
  - Samantha Arsenault, nageuse américaine, championne olympique.
  - Guillaume de Luxembourg, Grand-Duc héréditaire de Luxembourg, est le Premier du trône luxembourgeois, fils du Grand-Duc Henri et Grande-Duchesse María Teresa Mestre Batista, Grande-Duchesse Consort de Luxembourg
- 1982 :
  - Gérald Darmanin, homme politique français ;
  - Christopher McNaughton, basketteur allemand ;
  - Salim Stoudamire, basketteur américain ;
  - Terrell Suggs, joueur de foot américain.
- 1983 : Ruslan Ponomariov (Русла́н Оле́гович Пономарьо́в), grand maître international du jeu d'échecs ukrainien.
- 1984 :
  - Darrel Brown, athlète de sprint trinidadien ;
  - Kaspars Liepiņš (en), pilote letton de sidecarcross ;
  - Sandra Piršić, basketteuse slovène.
- 1985 : Michelle Trachtenberg, actrice américaine.
- 1986 : Laura Manuel, pianiste du groupe Reverend And The Makers.
- 1987 :
  - Mike Conley Jr., basketteur américain ;
  - Jean Monribot, joueur de rugby français.
- 1988 : Katelan Redmon, basketteuse américaine.
- 1989 :
  - Chafik Besseghier, patineur artistique français ;
  - Hugo Brunswick, acteur français ;
  - Maxime Le Marchand, footballeur français ;
  - Dolayi Doevi Tsibiakou, footballeur togolais.
- 1990 :
  - Oriane Amalric, joueuse de volley-ball française ;
  - Tuğçe Canıtez, basketteuse turque ;
  - Aubrey David, footballeur guyano-trinidadien ;
  - Georgia Davies, nageuse britannique ;
  - Sebastian Rode, footballeur allemand ;
  - Alessio Taliani, coureur cycliste italien ;
  - Jordan Williams, basketteur américain.
- 1991
  - Julien Bourdon, joueur français de volley-ball ;
  - Giuseppe De Luca, footballeur italien.
  - Jack Garratt, chanteur irlandais.
  - Andy Halliday, footballeur écossais.
  - Iman Jamali (ایمان جمالی مورچه‌گانی), handballeur iranien ;
  - Kane Ritchotte, acteur américain ;
  - Jakub Śmiechowski, pilote automobile polonais ;
  - Paulina Szpak, joueuse de volley-ball polonaise ;
  - Wei Yongli (韦永丽), athlète chinoise, spécialiste du sprint.
- 1992 : 
  - Jean-Daniel Akpa-Akpro, footballeur ivoirien ;
  - Cardi B (Belcalis Almanzar dite), rappeuse américaine.
- 1993 :
  - Ophélie Ah-Kouen, surfeuse française spécialiste du longboard ;
  - Imed Louati, footballeur tunisien ;
  - Nikita Uglov (Никита Углов), athlète russe, spécialiste du 400 mètres.
- 1994 :
  - Clésio Bauque, footballeur mozambicain ;
  - Nikita Loutchine (Никита Сергеевич Лучин), joueur russe de volley-ball.

## Décès

### XIIesiècle
- 1188 : Robert Ier, comte de Dreux (° vers 1125).

### XIIIesiècle
- 1294 : Conrad II de Czersk, duc de Mazovie (° vers 1250).

### XIVesiècle
- 1304 : Conrad II le Bossu, duc de Żagań (° entre 1260 et 1265).
- 1347 : Louis IV de Bavière, roi des Romains dès 1314 puis empereur des Romains de 1328 à 1347, et duc de Bavière de 1317 à 1347 (° avril 1282).

### XVesiècle
- 1424 : Jan Žižka, militaire hussite tchèque (° 1370).

### XVIesiècle
- 1531 : Ulrich Zwingli, réformateur religieux suisse (° 1er janvier 1484).
- 1550 : Georg Pencz, peintre, dessinateur et graveur allemand (° 1500/1502).

### XVIIIesiècle
- 1779 : Kazimierz Pułaski, militaire et homme politique polonais (° 4 mars 1745).
- 1790 : Marmaduke Tunstall, ornithologue britannique (° 1743).
- 1791 : Jean-François Salvemine de Castillon, mathématicien et astronome italien (° 15 janvier 1704).

### XIXesiècle
- 1837 : Samuel Wesley, compositeur anglais (° 24 février 1766).
- 1850 : Louise d'Orléans, première reine des Belges (° 3 avril 1812).
- 1878 : Félix Dupanloup, prélat français, évêque d'Orléans, de 1849 à 1878 (° 3 janvier 1802).
- 1896 : Anton Bruckner, compositeur autrichien (° 4 septembre 1824).
- 1897 : Léon Boëllmann, compositeur et organiste français (° 25 septembre 1862).

### XXesiècle
- 1905 : Isabelle Gatti de Gamond, pédagogue et féministe belge (° 28 juillet 1839).
- 1915 : Jean-Henri Fabre, entomologiste français (° 21 décembre 1823).
- 1939 : Polaire (Émilie Marie Bouchaud dite), chanteuse et actrice française (° 14 mai 1874).
- 1940 : Vito Volterra, mathématicien et physicien italien (° 3 mai 1860).
- 1952 : Jack Conway, cinéaste américain (° 17 juillet 1887).
- 1953 : « Morenito de Valencia » (Aurelio Puchol Aldas dit), matador espagnol (° 26 mars 1914).
- 1958 : Maurice de Vlaminck, peintre français (° 4 avril 1876).
- 1960 : Richard Cromwell, acteur américain (° 8 janvier 1910).
- 1961 : Leonard « Chico » Marx, comédien américain des fratrie et troupe des Marx Brothers (° 22 mars 1887).
- 1963 : Jean Cocteau, homme de lettres, cinéaste et académicien français (° 5 juillet 1889).
- 1968 : Estevão Pinto, anthropologue brésilien (° 17 février 1895).
- 1971 : Chester Conklin, acteur américain (° 11 janvier 1886).
- 1980 : Albert Vandel, zoologiste et biospéologue français académicien ès sciences (° 26 décembre 1894).
- 1982 : Jean Effel (François Lejeune dit), dessinateur français (° 12 février 1908).
- 1986 : Georges Dumézil, philologue et académicien français (° 4 mars 1898).
- 1988 : Bonita Granville, actrice américaine (° 2 février 1923).
- 1989 : Paul Shenar, acteur américain (° 12 février 1936).
- 1992 : Pierre Béghin, alpiniste français (° 6 avril 1951).
- 1996 : William Vickrey, économiste américain (° 21 juin 1914).
- 1998 : Richard Denning (Louis Albert Heindrich Denninger Jr. dit), acteur américain (° 27 mars 1914).
- 2000 :
  - Donald Dewar, homme politique britannique, Premier ministre d'Écosse de 1999 à 2000 (° 21 août 1937).
  - Pietro Palazzini, prélat italien (° 19 mai 1912).

### XXIesiècle
- 2003 : Jean Chabot, cinéaste canadien (° 2 août 1945).
- 2004 : Keith Miller, joueur de cricket, de football australien et pilote de courses automobile australien  (° 28 novembre 1919).
- 2005 : André Riou, footballeur puis entraîneur français (° 1915).
- 2006 : 
  - Cory Lidle, joueur de baseball américain (° 22 mars 1972).
  - Jacques Sternberg, romancier belge (° 17 avril 1923).
- 2007 :
  - Sri Chinmoy, précepteur spirituel indien (° 27 août 1931).
  - David Lee Hill, aviateur américain (° 13 juillet 1915).
- 2008 : 
  - William Claxton, photographe et écrivain américain (° 12 octobre 1927).
  - Alton Ellis, chanteur jamaïcain (° 1er septembre 1938).
  - Neal Hefti, compositeur américain (° 29 octobre 1922).
  - Jörg Haider, homme politique autrichien (° 26 janvier 1950).
  - Kléber Loustau, homme politique français (° 5 février 1915).
- 2012 :
  - Frank Alamo (Jean-François Grandin dit), chanteur français (° 12 octobre 1941).
  - Ernst Lindner, joueur de football allemand (° 11 mars 1935).
- 2013 : 
  - Wadih Al-Safi, chanteur, compositeur et musicien libanais (° 1er novembre 1921).
  - Pierre Massimi, acteur français (° 27 juillet 1935).
  - Erich Priebke, homme politique et criminel de guerre allemand (° 29 juillet 1913).
  - María de Villota, pilote automobile espagnole (° 13 janvier 1980).
- 2014 :
  - Anita Cerquetti, chanteuse d'opéra italienne (° 13 avril 1931).
  - Brian Lemon, pianiste de jazz britannique (° 11 février 1937).
  - Carmelo Simeone, footballeur argentin (° 22 septembre 1934).
- 2015 :
  - Ali Barraud N'Goni, médecin et un homme politique voltaïque puis burkinabé (° 31 janvier 1918).
  - Steve MacKay, saxophoniste américain (° 25 septembre 1949).
  - Joe Mboule, artiste camerounais (° 30 avril 1953).
- 2016 :
  - Patricia Barry, actrice américaine (° 16 novembre 1922).
  - Gérald Collot, peintre, lithographe abstrait et historien de l'art français (° 22 janvier 1927).
  - Matti Hagman, hockeyeur sur glace finlandais (° 21 septembre 1956).
  - Teatao Teannaki, homme politique gilbertin et président de la république des Kiribati (° ? 1936).
  - Ewen Whitaker, astronome américain (° 22 juin 1922).
- 2017 :
  - Pierre Beetschen, footballeur franco-suisse (° 3 janvier 1937).
  - Don Pedro Colley, acteur américain (° 30 août 1938).
  - Clifford Husbands, homme d'État barbadien (° 5 août 1926).
  - Christiane Mora, femme politique et historienne française (° 14 novembre 1938).
  - Henri Morez, peintre et dessinateur de presse français (° 10 janvier 1922).
- 2019 : Alekseï Leonov, cosmonaute soviétique connu comme le premier humain sorti de capsule dans l'espace (° 30 mai 1934).
- 2023 :
  - Martin Aigner, mathématicien autrichien (° 28 février 1942).
  - Douglas Clark, tueur en série américain (° 10 mai 1948).
  - James Matthew Lee, homme politique canadien (° 29 mars 1937).
  - Gérard Murillo, joueur de rugby à XV français (° 9 février 1932).
  - Aérea Negrot, autrice-compositrice-interprète, chanteuse et DJ vénézuélienne (° 9 octobre 1980).
  - Théophile do Rego, musicien béninois (° 3 mai 1937).
  - Hans-Werner Schütt, chimiste allemand (° 6 octobre 1937).
- 2024 :
  - Ronnie Dawson, joueur de rugby à XV irlandais (° 5 juin 1932).
  - Kiril Maritchkov, bassiste, chanteur et auteur-compositeur bulgare (° 30 octobre 1944).
  - Branko Rašović, footballeur yougoslave puis monténégrin (° 11 avril 1942).
  - Alix Verrier, prélat catholique haïtien (° 9 octobre 1931).

## Célébrations
- Nations unies : journée internationale de la fille décidée par l'ONU et célébrée pour la première fois en 2012[13].

- Bolivie : día de la mujer boliviana / « journée de la femme bolivienne » commémorant la naissance de la pionnière Adela Zamudio dans la lutte contre la discrimination[14].
- Canada, États-Unis, Mexique (Amérique du Nord) et certains pays d'Europe : journée (nationale) du coming out (national coming out day)[15],[16],[17],[18],[19],[20].

- Fêtes religieuses romaines : Meditrinalia ou fête des vendanges voire de vertus médicinales du vin nouveau mélangé à de l'ancien, dans la Rome antique, en l'honneur de Jupiter / Zeus pater et de la déesse Meditrina supposée fille du dieu Esculape.

### Saints des Églises chrétiennes

#### Catholiques et orthodoxes
Saints du jour, :
- Agilbert de Paris († 680), frère de sainte Telchide, missionnaire dans le Wessex, puis évêque de Paris.
- Andronique (en) († 304), Probe et Taraque, martyrs à Anazarbe.
- Ansilion († VIIe siècle), moine à l'abbaye de Lagny-sur-Marne.
- Bertile de Marœil († 697), veuve recluse à Marœuil.
- Brunon de Cologne († 965), évêque de Cologne, fils de l'empereur Henri Ier l'Oiseleur et de sainte Mathilde.
- Canice d'Aghaboe († 600), disciple de saint Finian et de saint Cadoc, fondateur de l'abbaye d'Aghaboe (en).
- Ethelburge († vers 675), sœur de saint Erconwald, fondatrice et 1re abbesse de l'abbaye de Barking.
- Eufrède († VIIe siècle), martyr à Alba.
- Eupile († 537), évêque de Côme.
- Firmin d'Uzès († 553), évêque d'Uzès.
- Germain de Besançon († 259), évêque de Besançon, et martyr à Grandfontaine.
- Gommaire de Lierre († 774), ermite à Lierre, invoqué pour la réconciliation des couples.
- Grammace († 490), évêque de Salerne.
- Julienne († VIIIe siècle), abbesse de l'abbaye de Pavilly.
- Nectaire de Constantinople († 397), patriarche de Constantinople.
- Nicaise du Vexin († IIIe siècle), apôtre du Vexin, martyr avec Quirin, prêtre, Scubicule, diacre, et Pience, vierge.
- Paldon († 720) abbé à l'abbaye Saint-Vincent du Volturne.
- Philippe le diacre († 60), un des sept premiers diacres.
- Radzim Gaudenty († 1011), 1er archevêque de Gniezno.
- Saintin de Meaux († IVe siècle), évangélisateur de la région de Verdun.
- Sarmate († 362), disciple de saint Antoine le Grand, abbé en Thébaïde, et martyrisé par des bédouins.
- Sisinios Ier de Constantinople († 427), patriarche de Constantinople.
- Vinard († IIIe siècle) — ou « Guenard » —, ermite à Celles-en-Bassigny, près de Langres.
- Zénaïde et Philonille († Ier siècle), cousines de saint Paul, premières médecins chrétiennes.

#### Saints et bienheureux des Églises catholiques
Saints et béatifiés du jour :
- Alexandre Sauli († 1593), barnabite, évêque d'Aléria, en Corse[23].
- Ange Ramos Velasquez († 1936), bienheureux salésien, martyr à Barcelone lors de la guerre civile espagnole.
- Jacques d'Ulm († 1491), bienheureux dominicain italien.
- Jean XXIII († 1963), pape, de 1958 à 1963.
- Meinard († 1196), évêque de Riga, patron de la Lettonie.
- Pierre Lê Tuy († 1833), prêtre et martyr à Hanoi.
- Soledad Torres Acosta († 1887), religieuse espagnole, fondatrice des servantes de Marie, ministres des malades.

#### Saints orthodoxes?
Outre les saints œcuméniques voire pré-schismatiques ci-avant, aux dates parfois "juliennes" / orientales...
- Philothée Kokkinos († 1379), patriarche de Constantinople.

### Prénoms du jour
Bonne fête aux Firmin (voir aussi les Firmine des 24 novembre, les Hermann des 25 septembre).
Et aussi aux :
- Emmanuelle et ses variantes en français : Emanuelle et Emmanuele ainsi qu'Emanuela, Emanuella, Emmanuela, Emmanuella (en provenance de l'italien), voir 25 décembre et 25 janvier).
- Kenneth et ses diminutifs courants : Ken, Kéni, Kenn, Kenny et Kény ; ainsi que ses autres formes : Cainnech et Canice (cf. les Ke etc. des 7 octobre).
- Et encore aux Soledad.

## Traditions et superstitions

### Astrologie
- Signe zodiacal : dix-neuvième jour du signe astrologique de la Balance.

### Dictons du jour
- « À la saint-Firmin, les blés battent au vent. »[24]
- « À la saint-Firmin, l'hiver est en chemin. »[25]

## Toponymie
Les noms de plusieurs voies, places, sites ou édifices de pays ou provinces francophones contiennent cette date sous diverses graphies : voir Onze-Octobre .